# مسجد باسير غودانغ
مسجد باسير غودانغ (بالملايو: Pasir Gudang Jamek masjid ) هو أول مسجد في في بلدة جودانج التابعة لولاية جوهر في ماليزيا، المسجد يقع بالقرب من حدائق البحيرة.

## التاريخ
شيد مسجد باسير غودانغ بين عامي (1992 - 1994) من قبل شركة جوهر .

## العمارة
شيد المسجد بمزيج من فن العمارة العربية والنمط الغربي .

## وصلات خارجية
- موقع مسجد باسير غودانغ على الخريطة
- مدونة مسجد باسير غودانغ